# Franz Kappenberg

Franz Kappenberg

Franz Kappenberg (* 1946) ist ein deutscher Gymnasiallehrer, der als „Pionier der elektronischen Messwerterfassung im Chemieunterricht“ gilt.

## Leben und Wirken
Seit 1966 absolvierte Kappenberg ein Studium der Chemie an der Westfälischen Wilhelms-Universität Münster. Nach dem Diplom war er als Assistent in der Organischen Chemie tätig und promovierte 1977 bei Wilhelm Flitsch über Substituenten- und Heteroatomeinflüsse in nichtalternierenden π-Systemen. Nach dem Referendariat für das Fach Chemie am Gymnasium St. Mauritz in Münster war er bis zu seiner Pensionierung im Jahr 2011 Lehrer für Chemie am Gymnasium Wolbeck mit weiteren unterrichtlichen Tätigkeiten in Mathematik, Physik und Informatik.
Die Leistung von Kappenberg besteht darin, in Deutschland in den Chemieunterricht den Computer eingeführt zu haben. Diese Digitalisierung des Chemieunterrichts betrieb er besonders zu Beginn gegen die vorherrschende Lehrmeinung. Er entwickelte kostenfreie Software für alle Bereiche der Schulchemie, wobei aber das Experiment im Fokus blieb. Für die Akzeptanz der Digitalisierung verbesserte er gemeinsam mit Schülern entsprechende Apps, Schnittstellen und zugehöriges Begleitmaterial ständig und passte sie an die Neuentwicklungen der Computerwelt an.
Seit 1985 war er in der Leitung des 1979 in Stuttgart gegründeten „Arbeitskreis Computer im Chemieunterricht“, seit 1992 als „Arbeitskreis Kappenberg“ (AK). Der Verbreitung dienten inzwischen über 600 Chemielehrerfortbildungen im deutschsprachigen Raum.

### Arbeiten zur Digitalisierung des Chemieunterrichts
1980 übernahm Kappenberg im AK das Sammeln und Editieren der Computerprogramme. Lehrer konnten diese kostenlos von einer Mailbox per Akustikkoppler laden oder auf Disketten und später auf CD beziehen. Kappenberg veröffentlichte in einer Sonderausgabe von CLB-Memory einen Test von computertauglichen Messgeräten für den Chemieunterricht. Mit den Schülern (und für diese) wurden einfache LowCostExperimente, z. B. auf der Basis von Medizintechnik, ersonnen und erprobt.
Zentrale Entwicklungen:
- App-Sammlungen für HTML5 und verschiedene Betriebssysteme wie iOS oder Android und Teacher’s Helper: AK MiniLabor[10][11][12][13][14],
- ein universelles Chemiemessgerät (ohne Schalter und Knöpfe) All-Chem-Misst II[15][16],
- wissenschaftliche Untersuchungen in der Schule mit dem modularen Gaschromatograph[17][18][19] und
- Übungen, Test und Messwerte für Alle mit dem WLAN-basierten Teacher’s Helper.[20]

## Auszeichnungen
- 1990 Manfred und Wolfgang Flad-Preis (Fachgruppe Chemieunterricht der Gesellschaft Deutscher Chemiker (FGCU))[21]
- 1998 Kapitän auf großer Vortragfahrt (MNU-BHV)[22]
- 2002 Friedrich-Wöhler-Preis des Deutschen Vereins zur Förderung des mathematischen und naturwissenschaftlichen Unterrichts (MNU)[1]
- 2013 Friedrich-Stromeyer-Preis der Fachgruppe Chemieunterricht der Gesellschaft Deutscher Chemiker (GDCh)[23]
- 2018 Heinrich-Roessler-Preis der Fachgruppe Chemieunterricht der Gesellschaft Deutscher Chemiker (GDCh)[24]
- 2021 Bundesverdienstkreuz am Bande[3][5]
- 2023 Ehrenmitglied der Fachgruppe Chemieunterricht der Gesellschaft Deutscher Chemiker (GDCh).[25][26][27]

## Schriften
- 1977: Substituenten- und Heteroatomeinflüsse in nichtalternierenden π-Systemen [Pi-Systemen], Dissertation Uni Münster
- 1983: Programmkatalog Computer im Chemieunterricht  Verlag Dr. Flad, Stuttgart, ISBN 3-88307-022-X.
- 1988: Programmkatalog Computerprogramme, Meßmodulsystem, Arbeitsmaterialien  Verlag Dr. Flad, Stuttgart, ISBN 3-88307-025-4.
- 1994: Materialien für den Chemieunterricht,  Band 1, Hardware und Programme, Band 2, Analytik, Band 3 Spektroskopie, Eigenverlag, Münster (Anmerkung: Alle Materialien stehen seit 2002 kostenlos zum Download in der Datenbank des AK zur Verfügung).
- 1995: Der Computer im chemischen Experiment. In: Praxis der Naturwissenschaften – Chemie in der Schule. Band 44, Nr. 4, 1995, ISSN 1617-5638, S. 12.
- 2014: Unterricht mit Whiteboard, Tablets & Co. In: Praxis der Naturwissenschaften – Chemie in der Schule. Band 63, Nr. 4, 2014, ISSN 1617-5638, S. 10–16.